# 唐墓桥露德圣母堂

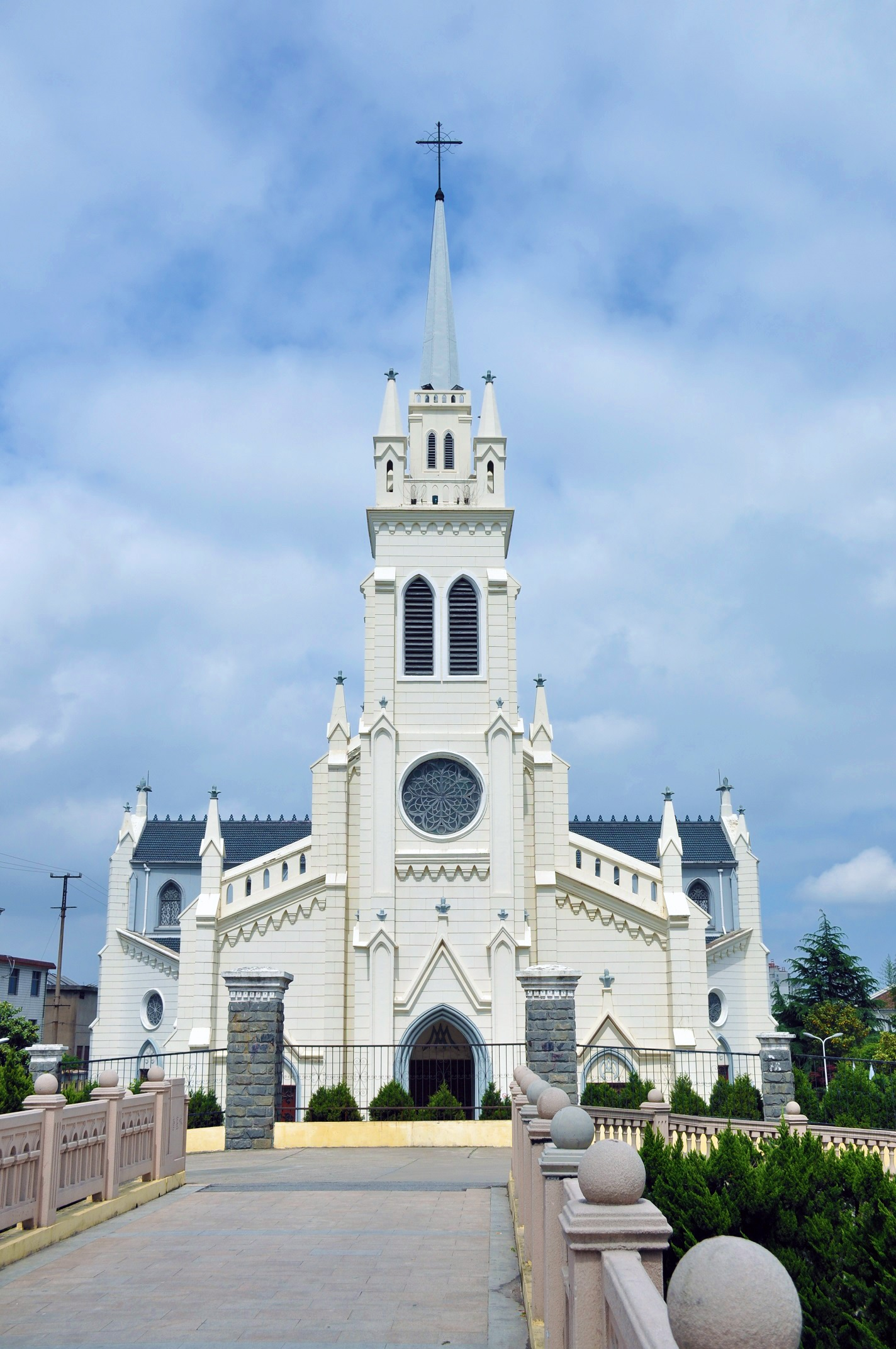
浦东唐墓桥露德圣母堂

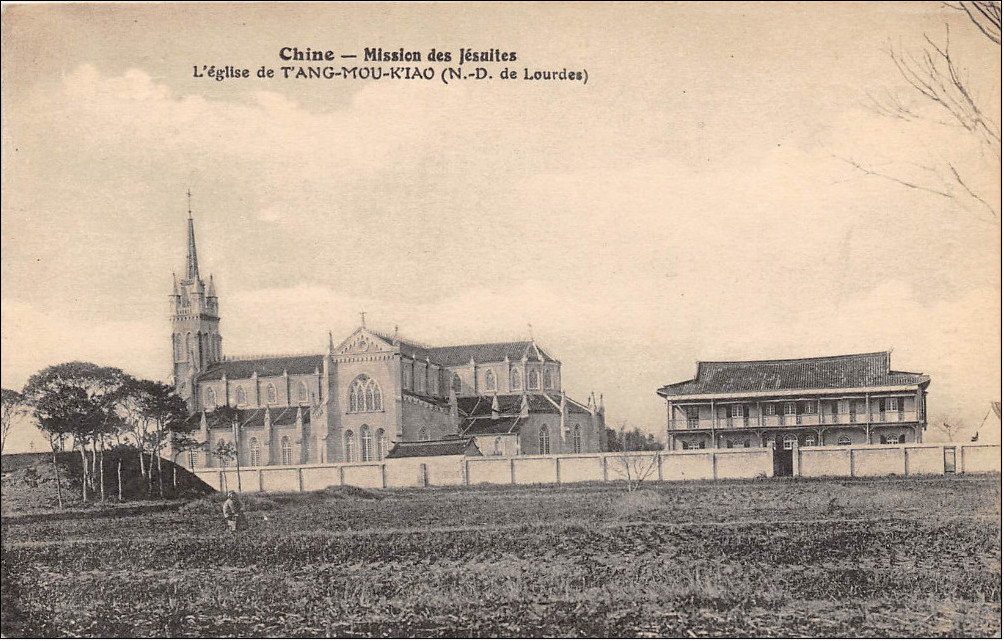
教堂旧影

浦东唐墓桥露德圣母堂是中国上海市浦东新区规模最大的天主教堂，也是天主教上海教区的一个圣母朝圣地，位于浦东新区唐镇唐陆公路3310号。
天主教在浦东地区的传播历史可以追溯至明末清初，即使在清朝中叶的禁教时期处于地下状态时仍很兴旺。19世纪时附近已经有数千天主教徒。1868年前后，法国神父鄂劳在川沙厅唐墓桥（今唐镇）的教会孤女院建立了一个小教堂。鄂劳去世后，他的母亲捐资建造一座可以容纳上千人的大教堂。1894年4月20日奠基，1898年1月2日举行祝圣典礼。教堂为哥特式风格，钟楼高30多米，可容纳3000人。教堂建成以后，成为浦东总铎区的中心教堂，管辖浦东地区的数万天主教徒。每年五月，都有许多信徒前来朝圣。1958年该教堂被农机厂占用，部分被毁。1992年10月11日经修复后重新开放。
露德圣母堂被列为上海市第三批优秀历史建筑，编号158。
2024年12月28日，沈斌主教于徐家汇天主堂主持2025禧年开幕弥撒，隆重开启教区圣年。沈斌主教宣布，将浦东总铎区唐墓桥天主堂列入上海教区2025禧年的六大朝圣地。 据沈斌主教介绍：浦东总铎区唐墓桥天主堂在1904年、2000年和2025禧年都是朝圣地。